# سامسونج SGH-G810
سامسونج SGH-G810 (بالإنجليزية: Samsung SGH-G810)‏ هو هاتف ذكي من إلكترونيات سامسونج يعمل بنظام سيمبيان.

## الخصائص
- نظام التشغيل: سيمبيان
- الكاميرا الخلفية: 5 ميجابكسل
- الذاكرة: 150 ميجابايت